# رنگینک سرزرد
رنگینک سرزرد (نام علمی: Xenopipo flavicapilla) نام یک گونه از سرده رنگینک‌های عجیب است.